# Mariposas (Ort)
Mariposas (Spanisch für „Schmetterlinge“) ist eine Ortschaft im Departamento Cochabamba im südamerikanischen Anden-Staat Bolivien.

## Lage im Nahraum
Mariposas ist zentraler Ort des Kanton Mariposas im Municipio Puerto Villarroel in der Provinz Carrasco. Mariposas liegt auf einer Höhe von 241 m etwa sieben Kilometer östlich des Río Chimoré, der in nordöstlicher Richtung zum Río Ichilo fließt.

## Geographie
Mariposas liegt im bolivianischen Tiefland an den nordöstlichen Ausläufern der Cordillera Oriental.
Die Region weist eine mittlere Jahrestemperatur von 24 °C auf (siehe Klimadiagramm Villa Tunari), die Monatsdurchschnittswerte liegen zwischen etwa 26 °C von Oktober bis Dezember und 20 °C im Juni und Juli. Der durchschnittliche Jahresniederschlag beträgt mehr als 1000 mm, die Feuchtezeit reicht von November bis Februar, die Monate Juli und August fallen mit unter 50 mm eher trocken aus.

## Verkehrsnetz
Mariposas liegt in einer Entfernung von 206 Straßenkilometern nordöstlich von Cochabamba, der Hauptstadt des Departamentos.
Durch Cochabamba führt die 1.657 Kilometer lange Nationalstraße Ruta 4, die von Tambo Quemado an der chilenischen Grenze im Osten quer durch das Land bis Puerto Suárez an der brasilianischen Grenze führt. Von Cochabamba aus erreicht man Mariposas über Villa Tunari und Chimoré, die Nationalstraße führt dann weiter über Ivirgarzama nach Warnes und Santa Cruz.

## Bevölkerung
Die Einwohnerzahl der Ortschaft ist in den beiden Jahrzehnten zwischen den letzten Volkszählungen auf mehr als das Vierfache angestiegen:
| Jahr | Einwohner | Quelle       |
| ---- | --------- | ------------ |
| 1992 | 308       | Volkszählung |
| 2001 | 833       | Volkszählung |
| 2012 | 1285      | Volkszählung |
| 2024 |           | Volkszählung |

Die Region weist einen hohen Anteil an Quechua-Bevölkerung auf, im Municipio Puerto Villarroel sprechen 83,5 Prozent der Bevölkerung Quechua.